# Himalmartensus nepalensis
Espèce
Himalmartensus nepalensis est une espèce d'araignées aranéomorphes de la famille des Amaurobiidae.

## Distribution
Cette espèce est endémique du Népal. Elle se rencontre dans le district de Rasuwa.

## Description
La femelle holotype mesure 11,3 mm.

## Étymologie
Son nom d'espèce, composé de   et du suffixe latin -ensis, « qui vit dans, qui habite », lui a été donné en référence au lieu de sa découverte, le Népal.

## Publication originale
- Wang & Zhu, 2008 : Himalmartensus, a new genus of the spider family Amaurobiidae from Nepal (Araneae). Journal of Arachnology, vol. 36, p. 241-250 (texte intégral).